# Stobjoska
Stobjoska är en ö i Åland (Finland). Den ligger i Skärgårdshavet och i kommunen Sund i landskapet Åland, i den sydvästra delen av landet. Ön ligger omkring 30 kilometer nordöst om Mariehamn och omkring 260 kilometer väster om Helsingfors.
Öns area är 5,2 hektar och dess största längd är 360 meter i nord-sydlig riktning. Ön höjer sig omkring 10 meter över havsytan. I omgivningarna runt Stobjoska växer i huvudsak barrskog.